# Face visible de la Lune

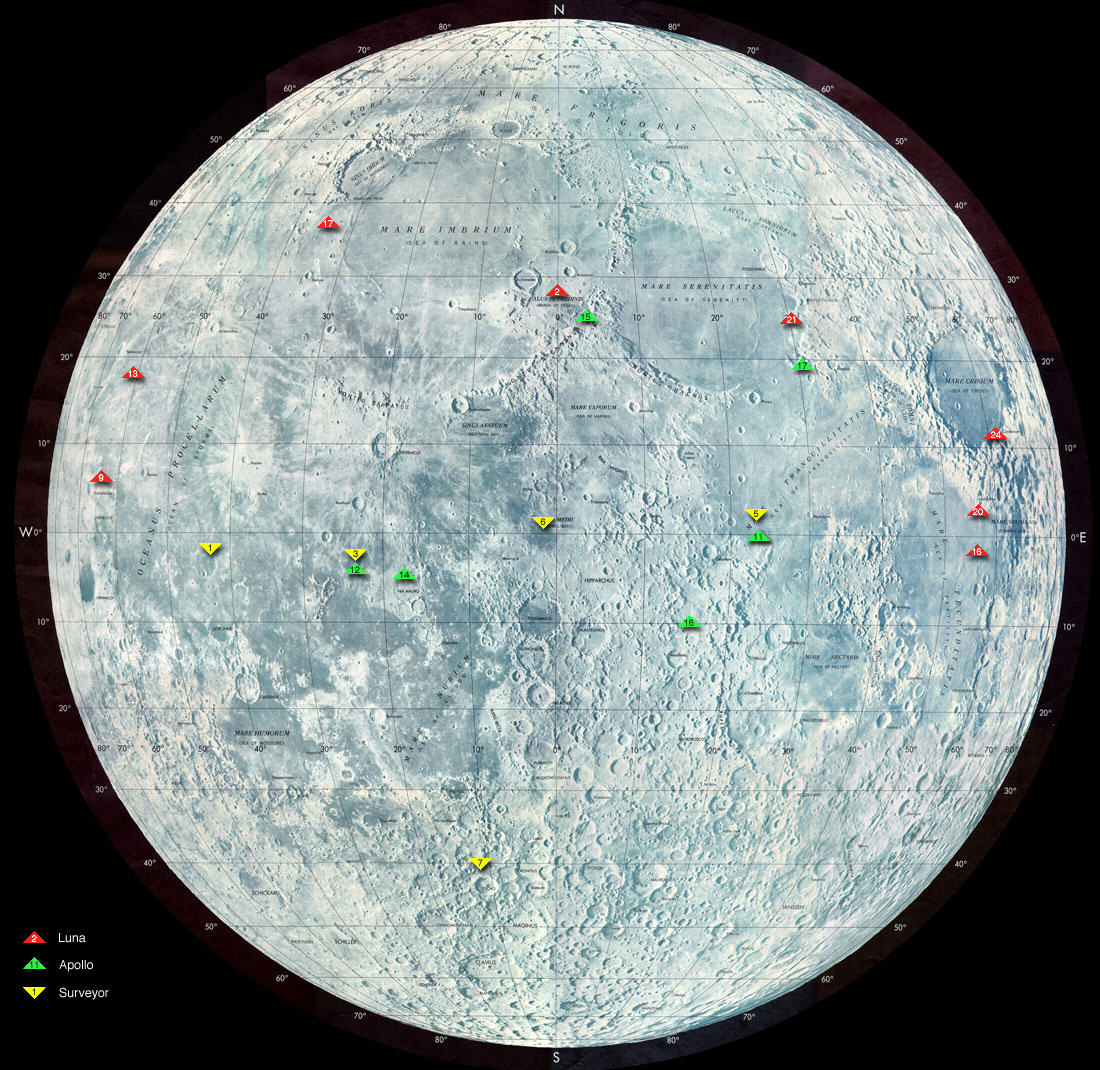
Carte de la face visible de la Lune.

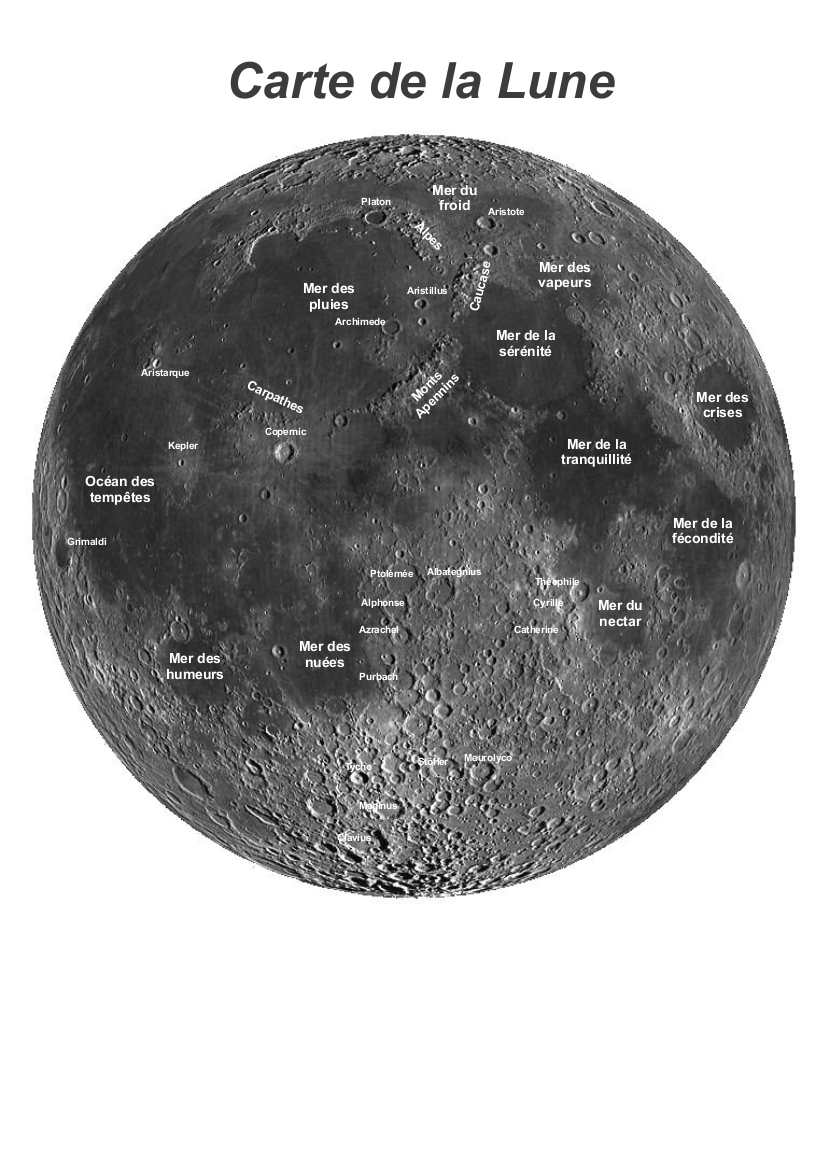
Carte simplifiée des mers et cratères tels que vus par un observateur terrestre.

La face visible de la Lune est l'hémisphère de la Lune qui est en permanence tourné vers la Terre, l'autre côté étant nommé « face cachée de la Lune ». En effet, un seul et même côté de la Lune est visible depuis la Terre, car la Lune possède une période de rotation égale à sa période de révolution (27,3217 jours), un phénomène appelé rotation synchrone ou verrouillage en résonance.
La Lune est éclairée directement par la lumière du Soleil, c'est la diffusion de cette lumière selon les angles créés par la variation des positions du Soleil, de la Terre et de la Lune qui cause les phases lunaires. La partie non-éclairée, quelques jours après la phase de la nouvelle lune, peut néanmoins être faiblement observée grâce à la lumière cendrée qui est la projection sur la surface lunaire de la lumière du Soleil diffusée par la Terre.
Enfin, la libration, phénomène dû aux oscillations de l'axe de rotation de la Lune, permet d'apercevoir jusqu'à 10 % de la face cachée de celle-ci.

## Nomenclature
La face visible de la Lune est recouverte par de larges zones sombres. Les premiers astronomes qui ont cartographié ces zones au XVIIe siècle (notamment, Giovanni Riccioli et Francesco Grimaldi) pensaient qu'elles étaient des océans. Bien qu'on ait démontré plus tard l'absence de ces « océans » sur la Lune, le terme « Mare » (mer) est toujours utilisé.
 Par opposition, les régions plus claires sont les « terrae » (terres), plus communément définies comme des zones de hauts plateaux.

## Orientation
L'illustration de la face visible de la Lune proposée ci-dessus est présentée avec l'orientation de rigueur utilisée en cartographie, c'est-à-dire avec le nord en haut et l'ouest à gauche. Les astronomes utilisent généralement les cartes avec le sud en haut, ce qui correspond à ce que l'on observe aux travers d'un télescope puisque l'image renvoyée par un miroir a la tête en bas.
L'est et l'ouest de la Lune sont là où on les attendrait si on était sur le sol lunaire, mais vue depuis la Terre, l'orientation est-ouest est simplement inversée. Lorsque l'on utilise des coordonnées lunaires, on doit, de ce fait, mentionner le système utilisé : les coordonnées géographiques (sélénographiques) ou les coordonnées astronomiques.

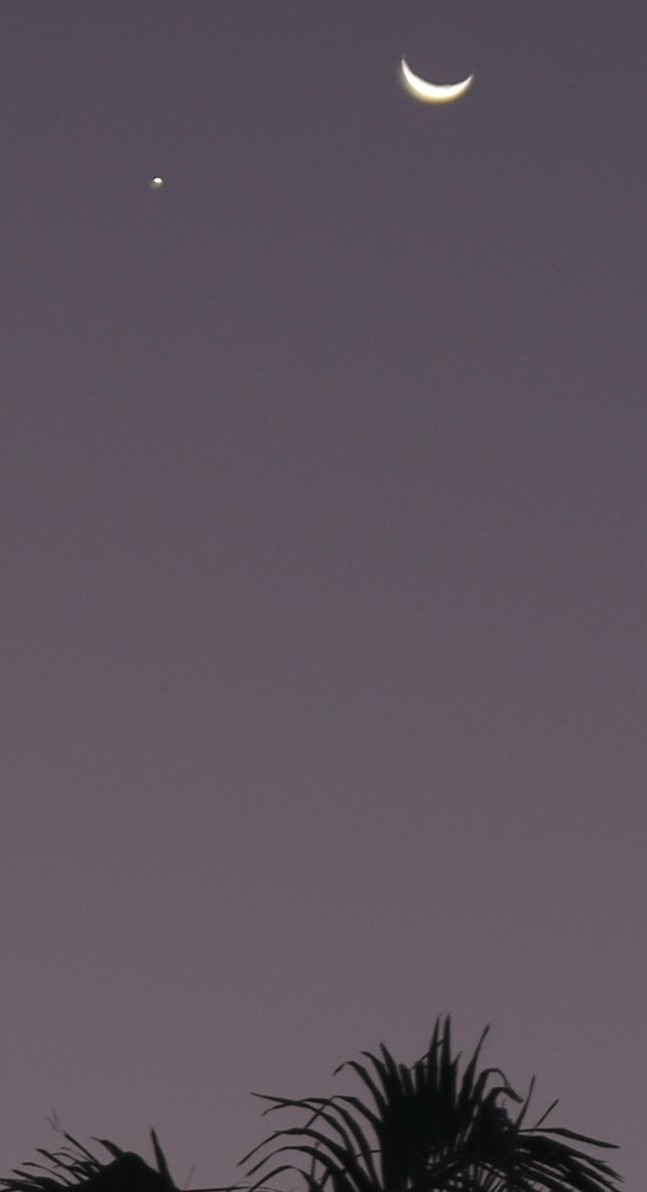
Quartier de lune croissante hémisphère sud (Mission Beach Australie).

L'orientation de la Lune telle qu'on la voit dans le ciel, ou à l'horizon, dépend de la latitude d'observation sur Terre. Quelques cas particuliers peuvent être considérés :
- Au pôle nord, si la Lune est visible, elle est située bas sur l'horizon avec son nord en haut.
- Aux latitudes nord moyennes (Europe, Amérique du Nord, Asie) la Lune se lève à l'est avec son côté nord-est (Mare Crisium) en haut, elle atteint son point culminant au sud avec son nord en haut, et se couche à l'ouest avec son côté nord-ouest (Mare Imbrium) en haut.
- À l'équateur, quand la Lune se lève à l'est, son axe nord-sud apparait horizontal et Mare Fecunditatis en haut. Quand elle est à l'ouest, à peu près 12 heures et demie après, l'axe est toujours horizontal, et Oceanus Procellarum est la dernière formation à disparaitre sous l'horizon. Entre ces deux positions, la Lune culmine au zénith et son orientation sélénographique est alignée sur celle de la Terre.
- Aux latitudes sud moyennes (Afrique du Sud, Pacifique Sud, Australie, Amérique du Sud) la Lune se lève à l'est avec son côté sud-est (Mare Nectaris) en haut, elle culmine au nord avec son pôle sud en haut, elle se couche à l'ouest avec son côté sud-ouest (Mare Humorum) en haut.
- Au pôle sud, la Lune se comporte comme au pôle nord, mais elle apparait ici alors avec son pôle sud en haut.